# Morgause
Morgause (også tidligere kendt som Anna) var ifølge legenden kong Arthurs kusine og søster til hans halvsøster Morgan Le Fay. Hun var datter af Igraine og Gorlois. Hun blev opfostet hos sin moster Vivienne på den hellige ø Avalon. Hun elskede sin mor, men senere blev det til had, fordi Morgaine skulle føde sin moders søns barn, hvilket hun mente var Vivianes ide. Hun var i stedet hemmeligt forelsket i sin mosters søn, hendes fætter Lancelot, men der skete intet imellem dem.
Hun bliver ofte forvekslet med søsteren Morgan le Fay